# انتخابات ریاست‌جمهوری السالوادور (۲۰۱۹)
انتخابات ریاست‌جمهوری السالوادور (۲۰۱۹) (انگلیسی: 2019 Salvadoran presidential election) در ۳ فوریه ۲۰۱۹ و با انتخاب رای‌دهندگان برای یک دوره پنج‌ساله برگزار شد. ستاد عالی انتخابات، نجیب بقیله را پس از شمارش ۹۰ درصد آرای داده شده، با کسب بیش از ۵۳ درصد آرا پیروز انتخابات اعلام کرد و به این ترتیب از دومرحله‌ای شدن انتخابات که موقتاً برای ماه مارس برنامه‌ریزی شده بود اجتناب کرد.

## کاندیداها
نجیب بقیله، رئیس‌جمهوری جدید از حزب ایده‌های نوآور که خود را چپگرا می‌داند ۳۷ سال دارد، از سال ۲۰۱۵ تاکنون شهردار «سان‌سالوادر» پایتخت السالوادر بوده‌است. بزرگترین رقیب او کارلوس کاله‌ها از حزب «آرنا» «ائتلاف ملی‌گرایان جمهوری‌خواه» بود که رتبه دوم در نتایج آرا را به دست آورد؛ و هوگو مارتینز وزیر خارجه پیشین از حزب چپگرای حاکم «اف.ام.ال. ان» در مکان سوم قرار گرفت.
| حزب | حزب                                          | نامزد ریاست‌جمهوری        | معاون           |
| --- | -------------------------------------------- | ------------------------ | --------------- |
|     | اتحاد برای یک کشور جدید (آرنا، PCN, PDC, DS) | کارلوس کاله‌ها            | کارمن آیدا لازو |
|     | جبهه آزادیبخش ملی فارابوندو مارتی (FMLN)     | (سیاستمدار) هوگو مارتنیز | کارینا سوزا     |
|     | ایده‌های نوآور                                | نجیب بقیله               | فلیکس الوا      |
|     | واموس                                        | خوزه آلوارو              | روبرتو ریورا    |

## نتایج
| نامزد               | نامزد               | حزب                                      | آرا       | %     |
| ------------------- | ------------------- | ---------------------------------------- | --------- | ----- |
|                     | نجیب بقیله          | اتحاد بزرگ برای همبستگی ملی              |           | ۵۳٫۰۳ |
|                     | کارلوس کاله‌ها       | اتحاد ملی جمهوری خواهان                  |           | ۳۱٫۷۸ |
|                     | هوگو مارتینز        | جبهه آزادیبخش ملی فارابوندو مارتی (FMLN) |           | ۱۴٫۴۲ |
|                     | خوزه آلوارو         | واموس                                    |           | ۰٫۷۸  |
| آرای سفید و نامعتبر | آرای سفید و نامعتبر | آرای سفید و نامعتبر                      |           | –     |
| آمار کل             | آمار کل             | آمار کل                                  |           | ۱۰۰   |
| آرا ثبت شده/مشارکت  | آرا ثبت شده/مشارکت  | آرا ثبت شده/مشارکت                       | ۵٬۲۶۸٬۴۱۱ |       |
| منبع: نتایج اولیه   |                     |                                          |           |       |